# Franco Squillari
Franco Squillari (n. el 22 de agosto de 1975 en Buenos Aires, Argentina) es un exjugador profesional de tenis. Profesional desde el año 1994, alcanzó su máxima posición en el ranking mundial al ubicarse en el puesto N° 11 del ranking ATP en septiembre de 2000. En ese año, fue semifinalista de Roland Garros, perdiendo ese partido contra el sueco Magnus Norman. Se retiró de la práctica profesional del tenis a finales del año 2005. Además, se retiró con una ventaja de partidos ganados ante Roger Federer de 2-0.

## Torneos ATP (3;3+0)

### Individuales (3)

#### Títulos
| Leyenda                |
| Grand Slam (0)         |
| Tennis Masters Cup (0) |
| ATP Masters Series (0) |
| ATP Tour (3)           |

| N.º | Fecha               | Torneo    | Superficie    | Oponente en la final | Resultado           |
| --- | ------------------- | --------- | ------------- | -------------------- | ------------------- |
| 1.  | 26 de abril de 1999 | Múnich    | Tierra batida | Andrei Pavel         | 6-4 6-3             |
| 2.  | 1 de mayo de 2000   | Múnich    | Tierra batida | Tommy Haas           | 6-4 6-4             |
| 3.  | 17 de julio de 2000 | Stuttgart | Tierra batida | Gastón Gaudio        | 6-2 3-6 4-6 6-4 6-2 |

#### Finalista (3)
| Leyenda                |
| Grand Slam (0)         |
| Tennis Masters Cup (0) |
| ATP Masters Series (0) |
| ATP Tour (3)           |

| N.º | Fecha                | Torneo     | Superficie    | Oponente en la final | Resultado   |
| --- | -------------------- | ---------- | ------------- | -------------------- | ----------- |
| 1.  | 24 de marzo de 1997  | Casablanca | Tierra batida | Hicham Arazi         | 6-3 1-6 2-6 |
| 2.  | 5 de octubre de 1998 | Palermo    | Tierra batida | Mariano Puerta       | 3-6 2-6     |
| 3.  | 22 de julio de 2002  | Sopot      | Tierra batida | José Acasuso         | 6-2 1-6 3-6 |

#### Clasificación en torneos del Grand Slam
| Torneo               | 2003 | 2002 | 2001 | 2000 | 1999 | 1998 | 1997 | 1996 | Títulos |
| -------------------- | ---- | ---- | ---- | ---- | ---- | ---- | ---- | ---- | ------- |
| Abierto de Australia | 1R   | 1R   | 2R   | 3R   | 2R   | 2R   | -    | -    | 0       |
| Roland Garros        | 2R   | 1R   | 4R   | SF   | 1R   | -    | 1R   | 2R   | 0       |
| Wimbledon            | 1R   | 1R   | 1R   | 1R   | 1R   | 2R   | -    | -    | 0       |
| US Open              | 1R   | -    | -    | 2R   | 1R   | 1R   | -    | -    | 0       |
| Tennis Masters Cup   | -    | -    | -    | -    | -    | -    | -    | -    | 0       |

### Dobles (0)

#### Clasificación en torneos del Grand Slam
| Torneo               | 2003 | Títulos |
| -------------------- | ---- | ------- |
| Abierto de Australia | 1R   | 0       |
| Roland Garros        | -    | 0       |
| Wimbledon            | -    | 0       |
| US Open              | -    | 0       |
| Tennis Masters Cup   | -    | 0       |

## Torneos Challenger (5)

### Individuales (5)

#### Títulos
| N.º | Fecha                   | Torneo       | Superficie    | Oponente en la final | Resultado   |
| --- | ----------------------- | ------------ | ------------- | -------------------- | ----------- |
| 1.  | 10 de noviembre de 1997 | Río Grande   | Tierra batida | Marcello Craca       | 6-3 6-4     |
| 2.  | 24 de noviembre de 1997 | Buenos Aires | Tierra batida | Diego Moyano         | 6-1 6-4     |
| 3.  | 15 de junio de 1998     | Brunswick    | Tierra batida | Lucas Arnold Ker     | 6-2 4-6 6-1 |
| 4.  | 15 de noviembre de 1999 | Buenos Aires | Tierra batida | Hernán Gumy          | 5-7 6-1 6-4 |
| 5.  | 28 de octubre de 2002   | São Paulo    | Tierra batida | Luis Horna           | 6-2 6-4     |

#### Finalista (4)
| N.º | Fecha                  | Torneo    | Superficie    | Oponente en la final | Resultado      |
| --- | ---------------------- | --------- | ------------- | -------------------- | -------------- |
| 1.  | 2 de diciembre de 1996 | Santiago  | Tierra batida | Guillermo Cañas      | 6-7 1-6        |
| 2.  | 29 de junio de 1998    | Venecia   | Tierra batida | Adrian Voinea        | 3-6 3-6        |
| 3.  | 14 de junio de 1999    | Brunswick | Tierra batida | Jens Knippschild     | 5-7 6-7(6)     |
| 4.  | 19 de junio de 2000    | Brunswick | Tierra batida | Gastón Gaudio        | 4-6 7-6(2) 4-6 |